# Дніпропетровські маніяки
Дніпропетровські вбивці  — назва, яку отримали в пресі серійні вбивці з міста Дніпра (на той момент носив назву Дніпропетровськ): Віктор Саєнко та Ігор Супрунюк. Два дев'ятнадцятирічні мешканці Дніпропетровська були звинучені у вбивстві 21 людини і засуджені до довічного ув'язнення. Третій співучасник злочинів — Олександр Ганжа отримав 9 років позбавлення волі. Резонансні вбивства у Дніпропетровську у червні—липні 2007 року отримали неабиякий розголос в українській та іноземній пресі, зокрема з огляду на нетиповість вбивць, надзвичайну жорстокість та відсутність видимих причин для злочинів.

## Біографія
Віктор Саєнко, Ігор Супрунюк та Олександр Ганжа навчалися в одному класі до 9-го класу, в 96-й школі Дніпропетровська та дружили з дитинства. Двоє звинувачених у серійних вбивствах не відповідали звичним уявленням про вбивць і походили з цілком нормальних і навіть заможних родин міста (батько Саєнка — працівник прокуратури, мати Супрунюка — високопосадова співробітниця райдержадміністрації, Супрунюк-старший — особистий пілот Президента Кучми). Є інформація, що шкільним прізвиськом Саєнка було «хлопчик-дівчинка», через те, що він дуже сильно був прив'язаний до Супрунюка і виконував будь-які забаганки друга.
Перші проблеми із законом у хлопців виникли у 5 класі, коли вони кидали каміння у поїзд. Однак завдяки зв'язкам своїх батьків вони уникали відповідальності. У ході слідства після затримки хлопців з'ясувалося, що перші злочини Саєнко та Супрунюк зчинили у 2003—2004 роках, коли їм було по 15 років. Це були крадіжки, грабежі, тортури та вбивства вуличних тварин, озброєні розбійні напади з використанням холодної зброї. Злочинці били потерпілих арматурами та металевими трубами, але згодом Супрунюк вирішив, що вони не є ефективними, оскільки жертви іноді чинили опір. Тоді вони почали використовувати молотки та кувалди. За версією слідства, Олександр Ганжа брав участь у двох розбійних нападах. У 8 класі Супрунюк побив дитину, а Саєнко забрав її велосипед. За кілька років до вбивств, майбутні вбивці з групою ровесників жорстоко розправилися з двома підлітками, фактично знівечивши їм обличчя на все життя. Саєнко та Супрунюк катували кішок та собак, знімали тортури та інше на відео, фотографувалися на фоні мертвих тварин. Так тривало півтора року перед серією вбивств. Багато сусідів бачили, як Супрунюк тиснув на своєму автомобілі, подарованому батьками, тварин. Попри те, що всі це спостерігали, ніхто не скаржився поліції. Згодом від тварин майбутні вбивці перейшли на знущання з людей. Від рук злочинців постраждало близько 50 людей.
За спогадами друзів, Саєнко та Супрунюк часто згадували про свої наміри вбити 40 людей, щоб стати кілерами. А Супрунюк був нацистом — він мав татуювання свастики на зап'ясті, хизувався тим, що народився майже в один день з Адольфом Гітлером. Згодом Супрунюк зробив фотографію на фоні могили однієї із вбитих ним жертв і за допомогою крові вбитої тварини зробив собі вуса як у Гітлера. За оцінками слідчих, Саєнко та Супрунюк перейшли від живодерства до вбивств людей через почуття безкарності.
У вбивць було своє місце в покинутій будівлі. У ньому були газетні вирізки, комп'ютер, розвішані прапори фашистів. У цьому будинку вбивці також жорстоко поводили себе з тваринами, їхні залишки зберігали у коробках. У комп'ютері згодом зберігалися відео та фотографії скоєних злочинів, повний список жертв, яких Супрунюк називав своїми "рабами" і вважав, що «в потойбіччі вони служитимуть йому». Згодом файли з комп'ютера стали головними доказами проти злочинців.
Навесні 2007 року поліція проводила перевірку в покинутій будівлі, де за їхньою інформацією знаходився наркопритон. Це було одне зі сховищ «Дніпропетровських маніяків». Там оперативники знайшли коробки з відрізаними лапами та хвостами, а на стіні був розіп'ятий французький пудель.

## Вбивства
Від тортур тварин, на певному етапі, злочинці переключилися на напади на людей. Вбивці нападали на людей слабших — жінок, дітей, пенсіонерів, інвалідів чи п'яних. Усі вбивства злочинців відбувалися за однаковим сценарієм — напад відбувався несподівано, під час якого жертві розбивали голову молотком або іншим важким і гострим предметом — найчастіше арматурою. У деяких випадках використовувалися ніж та викрутка. Стрімкий напад був часто спрямований на обличчя жертв. Багато з жертв були понівечені і піддані тортурам, а в деяких були виколоті очі, коли вони ще були живі. Однією з жертв була вагітна жінка, чий плід було вирізано з її черева. Про згвалтування жертв не повідомлялося. 14—16 липня 2007 року поліція знаходила по 2 трупи на день. Серед жертв були бездомні, особистість деяких встановити не вдалося. Злочинці виїжджали на полювання машиною Супрунюка і краденим моторолером та нападали зненацька на різних людей, які траплялися їм на шляху. Як правило, підходили до жертви ззаду і били по голові молотком чи шматком арматури. Протягом доби вбивали по кілька осіб різної статі та віку. Заволодіння грошима чи майном не було головним мотивом вбивств: в деяких жертв вони залишали навіть коштовності. Проте мобільні телефони своїх жертв вони здавали на продаж до комісійного магазину. Процес вбивств та конвульсії людей, що вмирають, злочинці знімали на відеокамеру мобільного телефону.
Перше вбивство було скоєно 3 березня 2007 року, жертвою злочинців став 61-річний пенсіонер Віктор Гатунок. Його вбили на трасі Дніпропетровськ—Новомосковськ. Серія вбивств розпочалася із поліціянта, 23-річного Вадима Богдана. Його вбили у селищі Кирилівка 24 червня 2007 року. Пізніше жертвами підлітків стали 33-річна Катерина Ільченко та 34-річний Роман Татаревич. 1 липня 2007 року в Новомосковську було вбито Євгена Грищенка (15 років) та Миколу Серчука. Наступні два вбивства були скоєні в ніч на 7 липня 2007 року. Спочатку було вбито 28-річну вахтерку Олену Шрам, а за дві години — демобілізованого з армії Єгора Нечволода. Його забили на смерть біля дверей своєї квартири. Того ж дня вбивці напали на двох 13-річних підлітків. Один із них, Вадим Ляхов із м. Підгородне, зумів втекти, а його друга Олександра Сідака забили до смерті. Ще однією жертвою став інвалід — 48-річний Сергій Яценко, який їхав велосипедом. На відео, знятому Саєнком, видно, як Супрунюк обернув молоток у пакет і збив ним Яценка з велосипеда, потім продовжив завдавати багаторазових ударів молотком та ножем. До нападу Яценко пережив 2 клінічні смерті та удар блискавки. Під час знущань він був у свідомості. Саєнко підтримував свого товариша і сміявся, потім застромив викрутку в око жертви, щоб через око пошкодити мозок. Відео вбивства було викладено в інтернет із комп'ютерного клубу. Пізніше це відео стало дуже відомим в інтернеті, в США це відео відоміше під назвою «3 guys 1 hammer» («3 хлопця 1 молоток»). Його понівечене тіло було знайдено лише за чотири дні.
Декількома днями пізніше, 14 липня, 45-річна Наталія Мамарчук їхала на своєму мопеді до сусіднього села Діївка. При перетині лісової місцевості двоє юнаків вибігли та скинули її з мопеда. Потім вони забили її до смерті тупим предметом (трубою або молотком) і поїхали на мопеді. Місцеві свідки безуспішно спробували їх наздогнати.
Усього за місяць із червня по липень 2007 року Саєнко та Супрунюк скоїли 21 вбивство. Згодом вони пояснювали вбивства людей бажанням загартувати волю і стати кілерами, і щоб «було, що згадати в старості».

## Арешт, слідство, суд та вирок
Зі збільшенням кількості жертв Дніпропетровськом поповзли чутки про хвилю вбивств, однак міліція не визнавала ці вбивства результатом діяльності серійних вбивць, оскільки дані жертв дуже різнилися між собою. Зв'язок між вбивствами не був встановлений аж до нападу 7 липня на двох юнаків у Підгородному. З'явилися свідки злочинів: дивом врятувався один із двох хлопців, у яких злочинці відібрали велосипеди (Вадим Ляхов із міста Підгородне, який врятувався втечею, незважаючи на завданий вбивцями удар по голові). Вадим Ляхов спочатку перебував під арештом за підозрою у вбивстві свого друга. За словами, йому було відмовлено у доступі до адвоката, а поліція побила його під час допиту. Однак швидко стало зрозуміло, що він не несе відповідальності за смерть свого друга, враховуючи, що низка вбивств тривала. Ляхов співпрацював зі слідством у створенні фотороботів нападників. Двоє місцевих дітей, які також були свідками нападу на Наталю Мамарчук 14 липня, також надали докладний опис, який підтверджує опис Ляховим.
З Києва терміново виїхала оперативна група, очолювана старшим слідчим Василем Паскалом. У розшуку було задіяно більшість правоохоронних органів, і понад дві тисячі їхніх співробітників працювало над справою. Слідство спочатку трималося потай. Жодної офіційної інформації про злочинців або попереджень не було оприлюднено, однак чутки про напади тримали більшість місцевого населення вдома. Згодом слідство вирішило випустити обмеженою кількістю фотороботи злочинців та списки вкраденого по місцевих ломбардах, і незабаром вкрадені речі було знайдено в одному з ломбардів Новокодакського району. Незадовго до арешту Супрунюк та Саєнко серед білого дня на очах численних свідків збили молотком дівчину з її моторолера та викрали його. Знайшовся свідок, який бачив спробу маніяків утопити в озері крадені моторолери та зателефонував до міліції. Він дав перший опис убивць. Проте безпосередньо на злочинців вийшли за їхньої спроби продати мобільний телефон однієї з жертв, за який вони хотіли отримати 150 гривень (близько $20). 23 липня, при активації телефону в ломбарді, сигнал перехопила міліція. Саєнко та Супрунюк залишили ломбард. Міліціянти купили телефон, який вони здали. На ньому були видалені всі контакти, але залишилися відео із вбивством Сергія Яценка та фотографії розтерзаних трупів котів та собак. Саєнко та Супрунюк були ідентифіковані з відео вбивства та затримані 24 липня 2007 року. Злочинці вказали і на третього учасника банди — Олександра Ганжу, який у свою чергу зробив спробу позбавитися крадених телефонів, спустивши їх в унітаз (проте слідчим потім вдалося їх знайти).
Трьох підозрюваних було звинувачено в 29 нападах, 21 з яких закінчилося вбивством, а восьми жертвам вдалося вижити. Супрунюка звинуватили у 27 випадках, включаючи 21 вбивство, 8 озброєних пограбувань та 1 випадок живодерства. Саєнка звинуватили у 25 випадках, включаючи 18 вбивств, 5 пограбувань та 1 живодерство. Ганжу було звинувачено у двох випадках збройного пограбування.
Доказами послужили сліди крові на речах підозрюваних та відеозаписи вбивств. Батько підозрюваного Саєнка наполягав, що вбивцями на відео не є підозрювані, а саме відео — монтаж. Суд вели судді на чолі з Іваном Сенченком. Обвинувачення просило довічне ув'язнення Супрунюку та Саєнку та 15 років Ганжі. Подейкували про скасування мораторію на страту.
Відразу після затримання було проведено судово-психіатричну експертизу, яка визнала всіх трьох обвинувачених осудними. Супрунюк поводився спокійно, враховуючи, що його батько дорогий адвокат. А ось Саєнко помітно нервував. Спочатку всі затримані зізналися у скоєнні злочинів, проте після пред'явлення остаточного обвинувачення, Супрунюк відмовився від зізнання та почав стверджувати, що зізнання було вибите з нього силою.

| Мені на голову одягали пакет і змушували писати під диктовку зізнання, — заявив Супрунюк, — ні про яке відео із вбивствами я нічого не знаю, на комп'ютері зберігав лише порно. |
| |

Саєнко та Супрунюк зізнавалися або не зізнавались у різних злочинах, швидше за все, вони тягли час. За час розслідування було здійснено безліч допитів. Товариш трійці злочинців Козлов, заарештований в іншій справі, в обмін на добрі умови утримання давав свідчення проти них і став основним свідком обвинувачення. У будівлі, яка була таємним притулком вбивць, було вилучено молоток із численними слідами крові та відеофайли з комп'ютера. Слідство мало достатньо матеріалів, включаючи відеозйомки самих злочинців, щоб домогтися обвинувального вироку. Статті звинувачень — «вбивство» та «замах на вбивство», «розбійний напад», «зберігання вогнепальної зброї» та «жорстоке поводження з тваринами». Судовий процес розпочався у червні 2008 року. У справі проходило близько 50 потерпілих.

| Вона пішла дівчинку проводити і не повернулася. І те, що Супрунюк та Саєнко винні у її загибелі, я на 100% впевнена. Я хочу, щоб вони сиділи довічно, щоб вони просили у Бога смерті. Ось і все. |
| — Лідія Ільченко, мати загиблої Катерини Ільченко. |

В останньому слові Олександр Ганжа заявив:

| Якби я знав, на які звірства здатні ці люди, я б до них на гарматний постріл не підійшов. |
|                                                                                           |

Ігорю Супрунюку було пред'явлено обвинувачення у 21 вбивстві, Віктору Саєнку — у 18 вбивствах, Олександру Ганжі — у двох розбоях. Усього було доведено скоєння бандою 47 злочинів. 11 лютого 2009 року Супрунюк і Саєнко були засуджені до довічного ув'язнення, Олександр Ганжа — єдиний, хто повністю визнавав свою провину і розкаявся, — засуджений до 9 років позбавлення волі в колонії суворого режиму.
Саєнко та Супрунюк, незважаючи на обвинувальний вирок, продовжували заперечувати свою провину, а їхні батьки оскаржили рішення суду спочатку у Дніпропетровському апеляційному суді, який 15 серпня 2009 року залишив вирок без змін, а потім і у Верховному суді України, який 24 листопада 2009 року підтримав рішення судів нижньої інстанції про довічне ув'язнення Супрунюка та Саєнка. Третій підсудний Ганжа свій вирок — 9 років позбавлення волі — не заперечував.

## Скандальне відео
Мобільні телефони та персональні комп'ютери підозрюваних містили численні відеозаписи вбивств. В Інтернет просочилося відео, на якому знято вбивство 48-річного Сергія Яценка. Його зняли лежачим на спині в лісистій місцевості, і його кілька разів били по обличчю молотком, який тримали у пластиковому пакеті. Один із нападників завдав Яценку удару викруткою в око і живіт. Потім Яценка били молотком, щоб переконатися, що він мертвий. Протягом чотирьох хвилин жертва важко дихає, захлинаючись своєю кров'ю. На відео видно, як один убивця усміхається до камери. Убивці повертаються до своєї машини, показуючи, що злочин стався недалеко від узбіччя дороги, поряд із їхньою припаркованою машиною. Вони спокійно обговорюють вбивство, висловлюючи легкий подив тим, що жертва все ще дихала після того, як викрутка проткнула його мозок. Потім підозрювані миють руки та молоток пляшкою з водою і починають сміятися. На відео присутні лише двоє підозрюваних, причому один завжди знаходиться за камерою. У підозрюваних також було виявлено безліч фотографій, на яких їх зафіксовано на похороні своїх жертв. Їх можна побачити усміхненими і показуючими непристойні жести пальцями біля трун і надгробків. Фото та відео були показані в суді 29 жовтня 2008 року як частина величезної презентації з більш ніж 200 фотографій і декількох відео, шокувавши суд. Ігор Саєнко заявив, що всі подані докази — монтаж. Проте Валерій Воронюк, професійний монтажер, провів експертизу та довів, що всі фото та відео справжні. Людина, чиє вбивство було знято на відео — Сергій Яценко із села Таромське.
Приблизно о 14:30 у день вбивства він зателефонував своїй дружині, щоб сказати, що збирається заправити свій мотоцикл і відвідати онука. Він так і не дістався до будинку свого онука, а його мобільний телефон вимкнено до 18:00. Його дружина Людмила зателефонувала подрузі і ходила селом, боячись, що її чоловік міг захворіти чи потрапити в аварію на мотоциклі. Вони не змогли виявити жодних його слідів. Вони також не могли подати заяву про зникнення людини, оскільки в Україні людина може бути оголошена зниклою безвісти принаймні лише за 72 години після того, як її бачили востаннє. Наступного дня Людмила розмістила фотографії свого чоловіка всім селом та заручилася підтримкою місцевих мешканців у пошуку Сергія на околицях села. За чотири дні місцевий житель, який побачив один із плакатів Людмили, згадав, що бачив покинутий мотоцикл у віддаленому лісовому масиві біля сміттєзвалища. Він відвіз родичів Яценка на місце події, де вони виявили його понівечене тіло, що розкладається.
Той факт, що вбивство Яценка було знято на відео, було невідомо громадськості до судового засідання 29 жовтня 2008 року. Невідредаговане відео вбивства було показано у рамках великої презентації обвинувачення, спричинивши шок у галереї. Суд погодився зі звинуваченням у тому, що відео було справжнім, і на ньому Супрунюк нападав на жертву, а що Саєнко був людиною за камерою.
Відеозапис, який показує вбивство Сергія Яценка, був опублікований на сайті, що базується в Сполучених Штатах, і датований 4 грудня 2008 року. Катерина Левченко, радниця Міністра внутрішніх справ України, критично сприйняла витік, але визнала, що контролювати відеозаписи в Інтернеті «практично неможливо». Журнал Times написав про звірство вбивства.

## Чилійський документальний фільм
2 серпня 2010 року чилійський телеканал MEGA випустив документальний фільм «Los maníacos del martillo» («Маньяки з молотком») тривалістю півтори години — частина детективної серії «Aquí en Vivo» («Here, live»). Журналістка Мішель Канале прилетіла до Дніпра і взяла інтерв'ю у низки людей, причетних до цієї справи.
Лідію Мікреніщеву, літню жінку, яка пережила напад з молотком і допомогла встановити особу вбивць у суді, також було опитано. Вона згадала, як її вдарили ззаду по голові і вона впала на землю, але її життя було врятовано, коли собаки, що супроводжували її, голосно загавкали і відлякали нападників. Наталія Ільченко, мати першої відомої жертви Катерини Ільченко, згадала, що знайшла свою доньку невпізнанною після нападу з молотком, і прокоментувала, що вбивць не слід порівнювати з тваринами, бо вони вбивали заради забави.
Документальний фільм був примітним тим, що в ньому було показано широкий спектр раніше невідомих фотографій та відеоматеріалів у цій справі. З анонімного джерела творці фільму отримали довшу та невідредаговану версію відеозапису з мобільного телефону, який показує вбивство Сергія Яценка 12 липня 2007 року. Саєнко і Супрунюк помічені такими, що стоять на узбіччі лісу поряд зі своїм таксі Daewoo Lanos, очікують відповідну жертву і обговорюють, що вони збираються робити. У якийсь момент видно, як Супрунюк дивиться в бінокль на транспортні засоби, що наближаються. Його також можна побачити позуючим із молотком, який він ховає у жовтому пластиковому пакеті. За 20 хвилин Сергій Яценко приїжджає велосипедом, і вбивці збивають його на землю.
Дітей Яценка попросили взяти участь у документальному фільмі, але вони відмовились. Згідно з коментарем, відомо про існування щонайменше ще п'яти відеозаписів убивств. Відео з Яценком було показано чилійському режисеру фільмів жахів Хорхе Ольгіну, який був настільки шокований, що не зміг подивитися його повністю. У документальному фільмі також були показані короткі витримки із п'ятихвилинного відео вбивства іншої жертви маніяків, невідомого чоловіка. Якогось моменту відео вбивці коментують, що у чоловіка золотий зуб. Чоловік був убитий ударами по голові та ножем, а деякі з його особистих речей були взяті як трофеї.
У документальному фільмі також було показано відеозапис визнання Саєнка, в якому він визнає, що пограбування було мотивом для деяких убивств. Також було показано відео Ганжі з його обличчям у синцях після передбачуваного побиття поліцією. Мішель Канале спробувала провести інтерв'ю з убивцями у в'язниці, але українська влада відмовила їй. Було вивчено цілу низку мотивів убивств і зроблено висновок, що, незважаючи на вердикт суду, багато питань у цій справі все ще залишаються без відповіді.

## В ув'язненні
Після виходу на волю Ганжа одружився, у шлюбі народилися діти. Він відмовляється спілкуватися з журналістами та показувати своє обличчя. Сусіди знають, за що він сидів, але, на їхню думку, Ганжа виправився.
За неофіційною інформацією, Ігор Супрунюк відбуває покарання у Дніпропетровському СІЗО у блоці для довічно засуджених, де, за чутками, суворі умови утримання. Віктора Саєнка було поміщено у в'язницю в Кривому Розі, там він листувався з дівчиною. Вона покинула його, дізнавшись, за що він сидить. З іншою, за словами батька Саєнка, вони спілкувалися кілька місяців, але «не зійшлися характерами».
Батьки Ігоря Супрунюка та Віктора Саєнка планували заперечувати вирок у Європейському суді з прав людини, стверджуючи, що справа сфабрикована.

## Схожі злочини в Іркутську
5 квітня 2011 року в російському Іркутську було заарештовано 18-річних Артема Ануфрієва і Микиту Литкіна за підозрою в 21 злочині, скоєних у період з листопада 2010 по квітень 2011 року — 6 вбивствах і 15 замахахів. Під час слідства з'ясувалося, що заарештовані наслідували багатьом серійним убивцям, включаючи «Дніпропетровських вбивць». У 2013 році Іркутський обласний суд засудив Ануфрієва до довічного ув'язнення, Литкіна — до 20 років позбавлення волі.

## Розголос у пресі
Основним питанням, що постало у пресі під час судового розгляду, було питання причин такої поведінки зовнішньо нормальних хлопців та мотивів їхніх злочинів. Самі звинувачені висували різні причини — від бажання загартувати себе для майбутньої кар'єри професіонала-кілера до чисто фінансових прибутків від реалізації відео вбивств за кордоном. Однак під час суду було заявлено, що корисливі мотиви вбивств не були підтверджені — натомість, основним мотивом злочинів визначено збочене самоствердження молодих людей. Оглядачі, однак, наполягають, що фінансовий мотив реалізації відео вбивства міг бути однією з причин. До того ж, на думку оглядачів, розбещення Супрунюка і Саєнка їхніми батьками, потурання примхам хлопців, які не працювали і скоювали злочини на авто, подарованому їм батьками, могло теж бути причиною такої маніакальної поведінки. За версією деяких видань, батько Саєнка міг бути зацікавлений у вбивствах (через можливий продаж садистських відеозйомок) та спрямовував на це сина.
Відео убивств, скоєних Дніпропетровськими маніяками, опинилося на одному з сайтів за кордоном, що викликало жваве обговорення цього злочину у світовій пресі, зокрема в таких поважних виданнях, як британська газета «Times». Зухвалість та жорстокість злочину, зображеного на відео, шокувала багатьох глядачів, і, за визнанням декотрих, залишили тривалі психологічні травми після його перегляду.